# Kessleria inexpectata
Kessleria inexpectata is een vlinder uit de familie van de stippelmotten (Yponomeutidae). De wetenschappelijke naam van de soort werd in 1992 gepubliceerd door Huemer & Tarmann.